# Howard Staunton
Howard Staunton (Westmorland, abril de 1810 – Londres, 22 de juny de 1874) va ser un jugador d'escacs anglès que és generalment considerat com el jugador més fort del món des de 1843 fins a 1851, principalment com a resultat de la seva victòria sobre Saint-Amant el 1843 (la qual va trencar un període de cent anys de dominació dels escacs mundials de banda dels jugadors francesos). Va promoure un model de peces d'escacs estàndard, amb peces clarament distingibles, que és encara avui en dia el model que ha de ser utilitzat a les competicions oficials. Va ser l'organitzador principal del primer torneig internacional d'escacs el 1851, fet que va fer d'Anglaterra el centre dels escacs mundials, i va causar que Anderssen passés a ser reconegut com el jugador més fort del món.
Des de 1840 en endavant va fer de comentarista d'escacs, i va guanyar matxs contra els millors jugadors de la dècada de 1840. El 1847 va iniciar en una carrera paral·lela com a estudiós de Shakespeare. La mala salut i les seves dues carreres com a escriptor el va dur a abandonar els escacs de competició després de 1851. El 1858 es va intentar organitzar un metx entre Staunton i Morphy, però no va ser possible. Es diu sovint que Staunton va enganyar deliberadament Morphy per intentar evitar l'enfrontament, però en qualsevol cas, Staunton tenia poques possibilitats d'aconseguir una bona forma física i de trobar prou temps disponible per a preparar el matx.
Els comentaristes moderns consideren la comprensió Staunton del joc posicional era molt per davant de la dels seus contemporanis. Tot i que no fou un jugador d'atac a ultrança, era conegut per fer atacs molt precisos un cop els havia preparat bé. Els seus articles i llibres d'escacs van ser molt llegits i va encoratjar el desenvolupament dels escacs al Regne Unit, on el seu Chess-Player's Handbook (1847) va ser una obra de referència durant dècades. L'obertura anglesa i el gambit Staunton van ser anomenats així en honor de Staunton. És també reconegut com a fundador de l'escola anglesa d'escacs.

## Llibres
- Shakespeare, William. Plays. edited by Howard Staunton, the illustrations by John Gilbert, engraved by the Brothers Dalziel.  London: George Routledge & Co, 1858-1860. OCLC 50447723.
- Staunton, Howard. The Chess Player's Handbook: A Popular and Scientific Introduction to the Game of Chess.  London: Henry G. Bohn, 1847. OCLC 9171272.
- Staunton, Howard. The Chess-player's Companion, 1849.
- Staunton, Howard. The Chess-player's Text-book, 1849.
- Staunton, Howard. The Chess Tournament, 1852.
- Staunton, Howard. Chess Praxis, 1860.
- Staunton, Howard. The Great Schools of England: An Account of the Foundation, Endowments, and Discipline of the Chief Seminaries of Learning in England.  London: Sampson Low, Son, & Marston, 1865. OCLC 4143800.
- Staunton, Howard. Chess: Theory and practice, 1876.
- Staunton, Howard. The laws and practice of chess, 1876.

No és clar si "The laws and practice of chess" és simplement una segona edició de "Chess: Theory and practice" o bé si és un llibre completament diferent.